# Danny Lloyd
Daniel Edward Sidney Lloyd (n. 13 octombrie 1972, Chicago, Illinois, SUA) este un actor american, cunoscut în special pentru rolul Danny Torrance din filmul horror Strălucirea.